# Electronic Meditation
Electronic Meditation (с англ. — «Электронная медитация») — дебютный студийный альбом немецкой электронной группы Tangerine Dream, выпущенный в 1970 году на лейбле Ohr.

## Об альбоме
Альбом был записан на арендованном заводе в Берлине в октябре 1969 года с использованием катушечного магнитофона Revox. Стиль альбома колеблется в рамках фри-джаза, электронной музыки и инструментального рока. Музыкальный журнал Sound on Sound назвал диск «свободным электронным роком (англ. free electronic rock)». В записи применялись как обычные инструменты: гитара, орга́н, ударные, виолончель наряду с электронными экспериментальными инструментами, так и с использованием найденных звуков: осколки стекла, горящий пергамент и трясущийся в сите горох. Голос, проигрывающийся задом наперёд в конце стороны «Б», принадлежит Эдгару Фрёзе: он читает надпись на задней стороне билета на паром из Дувра в Кале. В упаковку оригинального LP вложен воздушный шарик; японский релиз 2004 года на CD использует ту же обложку, включая шарик.
Electronic Meditation — единственный альбом Tangerine Dream, над которым вместе работали Фрёзе, Клаус Шульце и Конрад Шнитцлер. После выхода переиздания на CD 2002 года выяснилось, что в записи принимали участие ранее не указанные на обложке оригинального релиза органист Джимми Джекон и флейтист Томас Кисерлинг.

## Список композиций
Вся музыка написана Эдгаром Фрёзе, Клаусом Шульце и Конрадом Шнитцлером.
| №  | Название                          | Длительность |
| -- | --------------------------------- | ------------ |
| 1. | «Genesis»                         | 5:57         |
| 2. | «Journey Through a Burning Brain» | 12:26        |
| 3. | «Cold Smoke»                      | 10:38        |
| 4. | «Ashes to Ashes»                  | 4:06         |
| 5. | «Resurrection»                    | 3:27         |

## Участники записи
- Эдгар Фрёзе — шести и двенадцатиструнная гитара, орган, фортепиано, звуковые эффекты, ленты
- Конрад Шнитцлер — виолончель, скрипка, аддиатор
- Клаус Шульце — ударные, перкуссия, металлические палочки
- Джимми Джексон — орга́н (на обложке не указан)
- Томас Кисерлинг — флейта (на обложке не указан)